# Gli amori di Sonia
Gli amori di Sonia (The Love of Sunya) è un film muto del 1927 diretto da Albert Parker. 

Conosciuto anche con il nome The Loves of Sunya e interpretato da Gloria Swanson, il film venne girato a New York e distribuito dalla United Artists.
È la prima produzione indipendente di Gloria Swanson per la United Artists.

## Trama
Prologo: Nell'antico Egitto una giovane vergine si getta da una rupe piuttosto che cedere alla brutalità di un sacerdote.
Epoca moderna: La giovane è diventata una ragazza indecisa che deve scegliere fra tre pretendenti. Riappare l'egiziano nelle vesti di un mago. Per espiare la sua colpa, commessa qualche millennio prima, l'uomo deve aiutarla nella sua scelta. Con l'aiuto di una sfera di cristallo, lei vede il futuro e le tre strade che le si aprono davanti: il primo pretendente le offre una carriera di cantante, il secondo un matrimonio d'interesse, il terzo l'amore. Scegliendo la carriera, lei diventerà una donna sola. Scegliendo il denaro, sarà una donna infelice. Scegliendo l'amore, non sarà né sola né infelice.

## Produzione
Girato a New York, il film fu il primo prodotto dalla neonata Swanson Producing Corporation, la compagnia che Gloria Swanson aveva fondato per potersi produrre i suoi film da sola.
Tra gli interpreti, anche John Boles, un attore qui al suo debutto cinematografico in un ruolo da protagonista. Gloria Swanson voleva, per questa sua prima produzione, un volto nuovo e scelse personalmente Boles dopo averlo visto recitare a teatro.
Il regista Albert Parker aveva già girato nel 1919 un film tratto dal lavoro teatrale di Max Marcin e Charles Guernon, Eyes of Youth, con protagonista Clara Kimball Young. Swanson, fidando nel fatto che Parker conosceva a fondo il soggetto, gli firmò un contratto di centomila dollari per due film. Cifra che, all'epoca, era uno sproposito. Ma che la neo-produttrice giustificò con la sicurezza che le dava la professionalità del regista.

## Distribuzione
Il film fu distribuito dalla United Artists che inserì nel suo catalogo per la prima volta un film prodotto da Gloria Swanson la quale aveva appena lasciato la Paramount.
Per la United Artists, Swanson avrebbe girato una serie di film tra cui vanno ricordati almeno Tristana e la maschera (da Pioggia di Maugham) e Queen Kelly di Stroheim.
La prima del film si tenne a New York, al Roxy Theatre, l'11 marzo 1927.

### Date di uscita
IMDb
- USA	 The Love of Sunya, prima 11 marzo 1927 al Roxy Theatre di New York
- Finlandia	11 dicembre 1927
- Portogallo Sunya,	11 luglio 1930
- Spagna El amor de Sonia
- USA	1977	 (riedizione)

### La prima al Roxy
Gli amori di Sonia inaugurò la sera dell'11 marzo 1927 il nuovissimo Roxy di Samuel "Roxy" Rothafel, un teatro costato ben dieci milioni di dollari, fornito di una sala enorme di seimila duecento e quattordici posti. L'apertura del teatro aveva creato un enorme interesse in tutta la città di New York. Quella sera, in sala si mischiarono personalità politiche o militari ai più bei nomi del Gotha cinematografico. Intervennero celebrità come Charlie Chaplin, Harold Lloyd, Irving Berlin, Thomas Meighan, Jesse Lasky. Oltre, ovviamente, agli attori protagonisti del film. Su tutti, spiccava un'elegantissima Gloria Swanson che sfoggiava un abito nero di René Hubert.
Prima della proiezione del film, un programma musicale che prevedeva l'esibizione dell'orchestra del Roxy composta da cento elementi, del suo corpo di ballo con quarantadue ballerini e del coro che cantò nostalgiche canzoni del Sud condite di immagini di campi di cotone e magnolie fiorite. Per l'occasione, Irving Berlin aveva scritto la canzone A Russian Lullaby, eseguita subito prima di una dimostrazione del sistema sperimentale di cinema sonoro Vitaphone.

### La critica
"Scena dopo scena, è di una tale bellezza che ti lascia senza fiato"

## Citazioni del film
Il film viene citato, utilizzando filmati di repertorio, in Le dee dell'amore (The Love Goddesses) documentario di Saul J. Turell del 1965